# Удивительный Человек-паук (телесериал)
«Удивительный Человек-паук» (англ. The Amazing Spider-Man) — первый телесериал с живыми актёрами, созданный по мотивам комиксов «The Amazing Spider-Man». Телесериал является продолжением фильма 1977 года. Несмотря на хорошие рейтинги, фанаты жаловались на низкий бюджет сериала и сценарий, который не соответствовал духу комикса.

## Создатели
- Режиссёры: Э.В. Суокхэймер[англ.], Рон Сэтлоф, Майкл Кэффи[англ.], Фернандо Ламас[англ.], Дэннис Доннелли, Клифф Боул, Ларри Стюарт, Том Бланк, Дон Макдугалл?!, Тони Ганз, Джозеф Мэндьюк
- Авторы сценария: Элвин Боретц[англ.], Роберт Джейнс, Дик Нельсон, Джон У. Блох, Дьюк Сэндфер, Грегори С. Диналло, Брюс Калиш[англ.], Филип Джон Тейлор, Говард Димсдэйл, Брайан МакКэй, Майкл Микаэлян, Стивен Кандел[англ.], Лайонел Э. Сигел
- Создание персонажей: Стив Дитко и Стэн Ли
- Продюсеры: Чарльз У. Фрайс[англ.], Дэниэл Р. Гудман, Роберт Джейнс и Рон Сэтлоф
- Композиторы: Стью Филлипс[англ.], Дэна Капрофф и Джонни Спенс[англ.]
- Оператор: Реджи Ньюкирк
- Монтажёр: Томас Фрейс
- Костюмер: Фрэнк Новак[англ.]

## Сюжет
- Слоган: «С великой силой, данной при укусе радиоактивного паука, юноша борется с преступностью, как ползущий супергерой»

Действие происходит в Нью-Йорке. Лабораторный инцидент изменяет жизнь Питера Паркера. Он подвергается укусу радиоактивного паука и обнаруживает у себя огромную физическую силу, умение ползать по стенам и прыгать на большие расстояния. Так же у него появляется «паучье чутьё», которое говорит ему об опасности. Вооружившись костюмом и метателями паутины, которые вырабатывают крупную паутину, он начинает бороться с преступностью как Человек-паук.

## В ролях
| Актёр            | Роль                                   |
| ---------------- | -------------------------------------- |
| Николас Хэммонд  | Питер Паркер / Человек-Паук (13 серий) |
| Роберт Ф. Саймон | Дж. Дж. Джеймсон (12 серий)            |
| Элен Брай        | Джулия Мастерс (12 серий)              |
| Чип Файлдс       | Рита Конвей (12 серий)                 |
| Эмиль Фаркаш     | Каратист (3 серии)                     |
| Эрик Стерн       | репортёр #1 (3 серии)                  |
| Жанна Камерон    | Джейл Кофман (2 серии)                 |

## Фильм
Фильм «Человек-паук», вышедший в 1977 году, был пилотный выпуском телесериала.

## Перезапуск
В начале 1990-х Джеймс Кэмерон активно интересовался данным проектом. В 1993 году он написал сценарий. Майкл Бин должен был сыграть Питера Паркера. Кэмерон планировал пригласить Арнольда Шварценеггера на роль доктора Октавиуса. Данному проекту не суждено было сбыться, т. к. права на фильм постоянно переходили от одной студии к другой. Также Кэмерона не устраивало качество спецэффектов, которые он собирался использовать в картине. Фильм Джеймса Кемерона должен был выйти в 1995 году. В фильме Сэма Рэйми ничего не осталось от идей, предложенных Джимом, кроме органических картриджей для паутины.